# Agallas (kommunhuvudort)
Agallas är en kommunhuvudort i Spanien.   Den ligger i provinsen Provincia de Salamanca och regionen Kastilien och Leon, i den centrala delen av landet, 230 km väster om huvudstaden Madrid. Agallas ligger 802 meter över havet och antalet invånare är 180.
Terrängen runt Agallas är platt åt nordväst, men åt sydost är den kuperad. Runt Agallas är det glesbefolkat, med 10 invånare per kvadratkilometer. Närmaste större samhälle är Ciudad Rodrigo, 18,5 km norr om Agallas. Omgivningarna runt Agallas är huvudsakligen savann.